# Steinacker (Gunzenhausen)

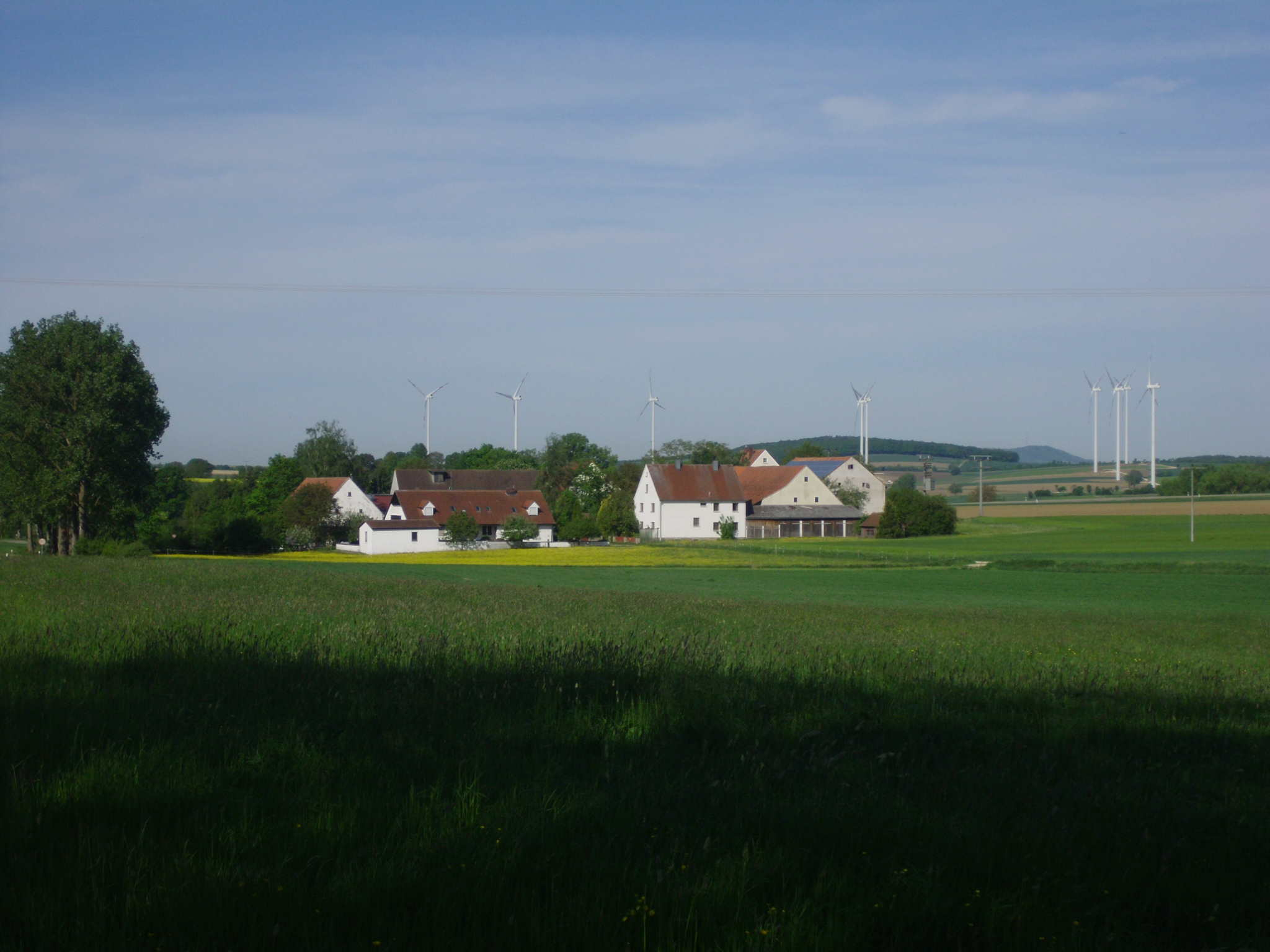
Steinacker

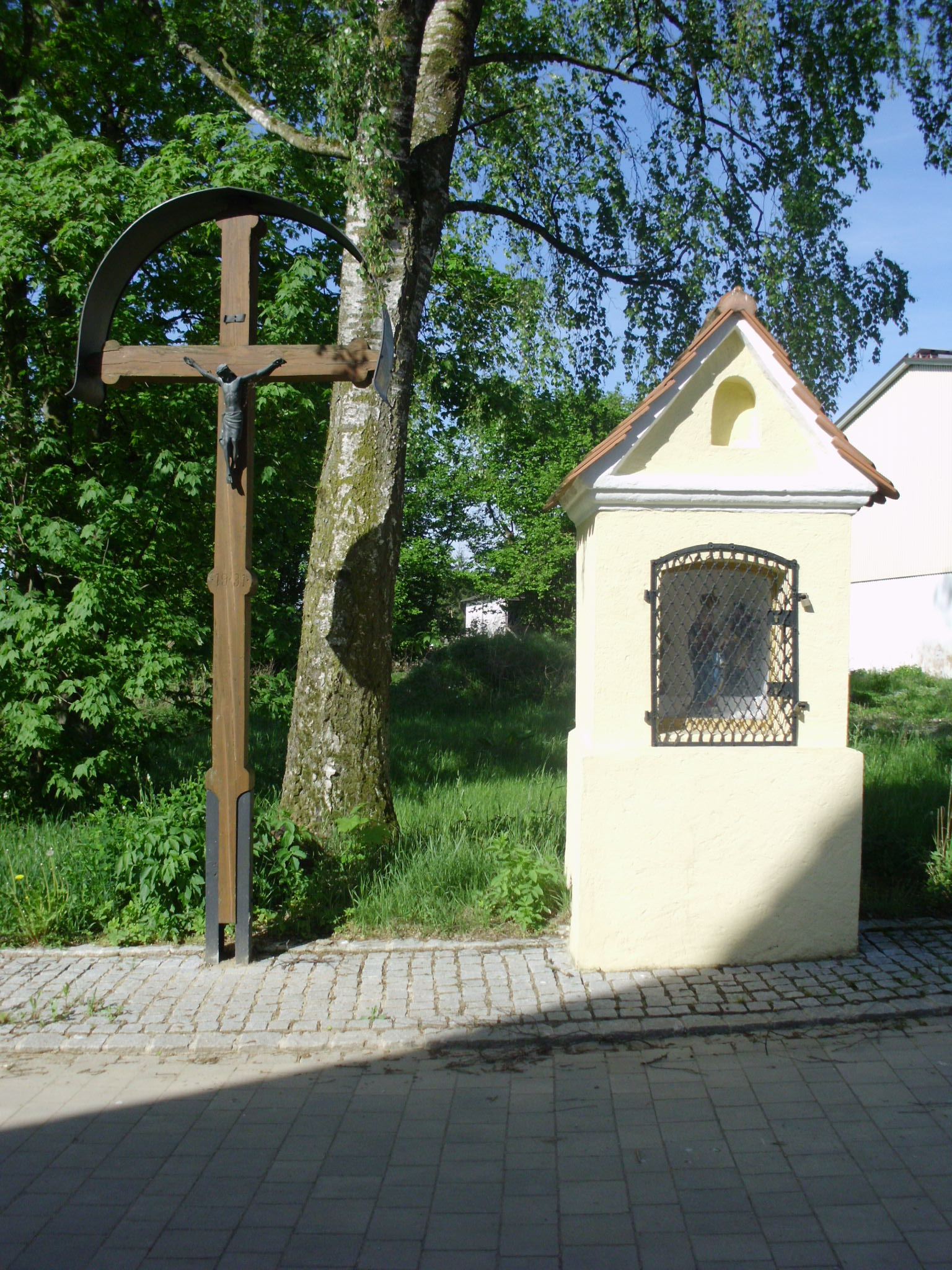
Hofkapelle und Kreuz in Steinacker

Steinacker ist ein Gemeindeteil der Stadt Gunzenhausen im Landkreis Weißenburg-Gunzenhausen (Mittelfranken, Bayern). Steinacker liegt in der Gemarkung Pflaumfeld.

## Geographische Lage
Der Weiler befindet sich auf einer Höhe von rund 450 m ü. NHN ca. 5 km südwestlich von Gunzenhausen, nahe dem Gunzenhäuser Gemeindeteil Nordstetten und dem Gnotzheimer Gemeindeteil Simonsmühle. Südöstlich des Ortes liegt die Waldflur Dammholz; nördlich die Waldflur Erzgruft, wo auch die Quelle des Pflaumfelder Grabens ist. Westlich führt die Bundesstraße 466 am Ort vorbei.

## Geschichte
Bei Steinacker gab es eine Siedlung aus der Linearbandkeramik und mehrere Körpergräber.
Steinacker ist erstmals im 14. Jahrhundert geschichtlich greifbar; in einem Beleg um 1300 bis 1364 heißt es, dass der Seginger, ein Lehensmann des Grafen von Oettingen, zwei Teile des Zehnts in Steinacker vom Bischof von Eichstätt zu Lehen hat; ein weiterer oettingscher Lehensmann, Konrad von Altheim, hat zu dieser Zeit ebenfalls eichstättischen Lehensbesitz in Steinacker. 1360 ist von einem Besitzwechsel der zwei Höfe zu „Steynacker“ von Ulrich, Erkenger und Konrad von Rechenberg an Burchart von Seckendorff die Rede. 1384 hat ein Fritz Kraft vom Eichstätter Bischof zwei Drittel des Zehnts von Steinacker zu Lehen. 1548 waren die zwei Höfe des Dorfes dem oettingschen Amt Spielberg abgabenpflichtig; diese lagen nach 1657 vermutlich infolge des Dreißigjährigen Krieges öde. 1732 besteht der Weiler wie zuvor aus zwei oettingschen Höfen, die ins katholische Gnotzheim gepfarrt sind; während die Gemeindeherrschaft Oettingen-Spielberg gehört, wird die Hohe Gerichtsbarkeit vom markgräflich-ansbachischen Oberamt Gunzenhausen wahrgenommen, das 1792 mit dem Ansbacher Fürstentum an Preußen übergeht. Gegen Ende des Heiligen Römischen Reichs gibt es 1802 in Steinacker weiterhin die zwei Untertanenfamilien.
1806 kam Steinacker mit dem ehemals ansbachischen Fürstentum an das Königreich Bayern und wurde 1808 mit Pflaumfeld in den Steuerdistrikt Aha im Landgericht Heidenheim eingegliedert. 1811 erfolgte eine Umgliederung in die Ruralgemeinde Sausenhofen. 1818 wurde Pflaumfeld mit Steinacker eine eigenständige Ruralgemeinde. Mit der Gebietsreform in Bayern wurde Pflaumfeld am 1. April 1971 nach Gunzenhausen eingemeindet. Seit dem 1. Juli 1972 gehört die Stadt Gunzenhausen mit Steinacker zum Landkreis Weißenburg-Gunzenhausen.

### Einwohnerzahlen
- 1818: 18 Einwohner[6]
- 1824: 12 Einwohner, 3 Anwesen[6]
- 1861: 26 Einwohner, 8 Gebäude[8]
- 1950: 44 Einwohner, 6 Anwesen[6]
- 1961: 29 Einwohner, 6 Wohngebäude[9]
- 1979: 29 Einwohner[10]
- 1987: 22 Einwohner[1]

## Baudenkmäler
Auf einem landwirtschaftlichen Anwesen gibt es die sogenannte Hofkapelle aus dem 18. Jahrhundert mit einer Madonna, den Statuen eines heiligen Bischofs und des hl. Johannes von Nepomuk. Nahe der Kapelle befindet sich ein Wegkreuz von 1931.